# 面向特征编程
面向特性编程或面向特性软件开发（英語：Feature-oriented programming，简称：FOSD）是一种在计算机程序设计中用于软件产品线和增量开发的编程模式。软件特性是指软件系统中满足需求或代表设计决策的功能。面向特性编程的主要目标是把软件系统解构为功能，使软件开发更能适应用户和使用场景的需求。初始的基程序仅包含最基本的用户需求和功能， 特性作为选择性的功能精化基程序。这种增量开发、逐步精化的开发方法对于软件产品线可变性实现及演化都提供了较好的支持。

## 基本开发形式
FOP通过对基程序或者基类增量的方式进行开发，典型的FOP增量形式包括：新变量新方法引入，原方法精化，类或者包的添加。
1. ↑  吴元凯，彭鑫，赵文耘. . 小型微型计算机系统. 2009, (28).